# كونراد شميت (لاعب كرة قاعدة)
كونراد شميت (بالإنجليزية: Konrad Schmidt)‏ هو لاعب كرة قاعدة أمريكي، ولد في 2 أغسطس 1984 في سانتا روسا في الولايات المتحدة.

## وصلات خارجية
- كونراد شميت على موقع دوري كرة القاعدة الرئيسي (الإنجليزية)
- كونراد شميت على موقعبيزبول رفرنس.كوم (الدوري الرئيسي) (الإنجليزية)
- كونراد شميت على موقعبيزبول رفرنس.كوم (الدوري الثانوي) (الإنجليزية)